# Liste der Erzbischöfe von Benevent
Die folgenden Personen waren Bischöfe und Erzbischöfe von Benevent (Italien):
| Bischöfe von Benevent                                                              | Bischöfe von Benevent       |
| Name                                                                               | Jahre                       |
| ---------------------------------------------------------------------------------- | --------------------------- |
| Januarius                                                                          | 305 (?)                     |
| Theofilus                                                                          |                             |
| Dorus (?)                                                                          |                             |
| Januarius II.                                                                      |                             |
| St. Aemilius                                                                       |                             |
| St. Dorus                                                                          |                             |
| Felix (?)                                                                          |                             |
| Liliano (?)                                                                        | 591                         |
| David (?)                                                                          | 600                         |
| Barbarus                                                                           | 602–614                     |
| Alfanus (?)                                                                        | 615                         |
| Hildebrandus (?)                                                                   | 622                         |
| St. Barbatus                                                                       | 663–682                     |
| Johannes                                                                           | 684–716                     |
| Toton (?)                                                                          | 743                         |
| Monoaldus                                                                          | 743                         |
| David                                                                              | 787                         |
| Ursus                                                                              | 830                         |
| Ajon                                                                               | 871–886                     |
| Petrus                                                                             | 887                         |
| Johannes I.                                                                        | 910–914                     |
| Johannes II.                                                                       | 943–956                     |
| Erzbischöfe von Benevent                                                           |                             |
| Landulf I.                                                                         | 956–983 (Erzbischof ab 969) |
| Aione                                                                              | 983                         |
| Alfanus I.                                                                         | 985–1001                    |
| Alfanus II.                                                                        | 1001–1045                   |
| Maldefridus                                                                        | 1045–1053                   |
| Ouldaricus                                                                         | 1053–1069                   |
| St. Milo                                                                           | 1074–1075                   |
| Roffred I.                                                                         | 1076–1107                   |
| Landulf II.                                                                        | 1108–1119                   |
| Roffred II.                                                                        | 1120–1130                   |
| Landolfo de Garderisio                                                             | 1130–1132                   |
| Gregorius                                                                          | 1130–1145                   |
| Roseola                                                                            | 1145–1146                   |
| Petrus II.                                                                         | 1146–1155                   |
| Henricus                                                                           | 1156–1170                   |
| Lombardus                                                                          | 1171–1179                   |
| Rogerius                                                                           | 1179–1221                   |
| Ugolinus de Comite                                                                 | 1221–1254                   |
| Capoferro                                                                          | 1254–1280                   |
| Giovanni Castrocoeli OSB (Kardinal)                                                | 1282–1295                   |
| Giovanni de Capua                                                                  | 1295–1300                   |
| Adenolfo                                                                           | 1300–1302                   |
| Jakob von Viterbo                                                                  | 1302–1303                   |
| Monaldo Monaldeschi                                                                | 1304–1331                   |
| Arnaldo                                                                            | 1332–1344                   |
| Guglielmo de Castello                                                              | 1344–1346                   |
| Stefano                                                                            | 1346–1359                   |
| Pietro de Pino                                                                     | 1350–1360                   |
| Geraud                                                                             | 1360                        |
| Guillaume Bourgeois                                                                | 1362                        |
| Ugone da Bruxeo                                                                    | 1363                        |
| Ugone Guidardi                                                                     | 1363                        |
| Francesco                                                                          | 1365–1383                   |
| Niccolò Zanassi                                                                    | 1383–1385                   |
| Donato d’Aquino                                                                    | 1385–1426                   |
| Paolo Capranica                                                                    | 1427–1429                   |
| Gaspare Colonna                                                                    | 1430–1435                   |
| Astorgio Agnesi (Kardinal)                                                         | 1436–1451                   |
| Giacomo della Ratta                                                                | 1451–1460                   |
| Alessio de Cesarei                                                                 | 1460–1464                   |
| Niccolò Piccolomini                                                                | 1464–1467                   |
| Vakanz                                                                             | 1467–1468                   |
| Corrado Capece                                                                     | 1469–1482                   |
| Leonardo Grifo                                                                     | 1482–1485                   |
| Lorenzo Cibo de’ Mari (Kardinal)                                                   | 1486–1502                   |
| Ludovico Podocathor (Kardinal)                                                     | 1503–1504                   |
| Galeotto Franciotti della Rovere (Kardinal) (Administrator)                        | 1504–1507                   |
| Sisto Gara della Rovere (Kardinal) (Administrator)                                 | 1508–1513                   |
| Alessandro Farnese (Kardinal) (Administrator), der spätere Papst Paul III.         | 1514–1530                   |
| (Alfonso Sforza                                                                    | 1521)                       |
| Francesco della Rovere                                                             | 1530–1544                   |
| Giovanni della Casa                                                                | 1544–1556                   |
| (Alessandro Farnese (Kardinal)                                                     | 1556–1560)                  |
| (Alfonso Caraffa, Administrator                                                    | 1556–1560)                  |
| Giacomo Savelli (Kardinal) (Administrator)                                         | 1560–1574                   |
| Massimiliano Palombaro                                                             | 1574–1607                   |
| Pompeio Arrigoni (Kardinal)                                                        | 1607–1616                   |
| Alessandro di Sangro                                                               | 1616–1633                   |
| Agostino Oreggi (Kardinal)                                                         | 1633–1635                   |
| Vakanz                                                                             | 1635–1642                   |
| Vincenzo Maculani OP (Kardinal)                                                    | 1642–1643                   |
| Gianbattista Foppa CO                                                              | 1643–1673                   |
| Giuseppe Bologna                                                                   | 1674–1680                   |
| Girolamo Gastaldi (Kardinal)                                                       | 1680–1685                   |
| Pietro Francesco Orsini de Gravina OP (Kardinal), der spätere Papst Benedikt XIII. | 1686–1724                   |
| (Niccolò Paolo Andrea Coscia (Kardinal) Vicarius                                   | 1725–1731)                  |
| Sinibaldo Doria (Kardinal)                                                         | 1731–1733                   |
| Serafino Cenci (Kardinal)                                                          | 1733–1740                   |
| Francesco Landi Pietra (Kardinal)                                                  | 1741–1752                   |
| Francesco Pacca                                                                    | 1752–1763                   |
| Gianbattista Colombini OFMConv                                                     | 1763–1774                   |
| Francesco Maria Banditi OTheat (Kardinal)                                          | 1775–1796                   |
| Domenico Spinucci (Kardinal)                                                       | 1796–1823                   |
| Giovanni Battista Bussi (Kardinal)                                                 | 1824–1844                   |
| Domenico Carafa della Spina di Traetto (Kardinal)                                  | 1844–1879                   |
| Camillo Siciliano di Rende (Kardinal)                                              | 1879–1897                   |
| Donato Maria Kardinal dell’Olio                                                    | 1898–1902                   |
| Benedetto Bonazzi OSB                                                              | 1902–1915                   |
| Alessio Kardinal Ascalesi CPPS                                                     | 1915–1924                   |
| Luigi Lavitrano                                                                    | 1924–1928                   |
| Adeodato Giovanni Piazza                                                           | 1930–1935                   |
| Agostino Mancinelli                                                                | 1936–1962                   |
| Raffaele Calabria                                                                  | 1962–1982                   |
| Carlo Minchiatti                                                                   | 1982–1991                   |
| Serafino Sprovieri                                                                 | 1991–2006                   |
| Andrea Mugione                                                                     | 2006–2016                   |
| Felice Accrocca                                                                    | seit 2016                   |